# 梁虎子
梁虎子（《魏書》作梁虎子，《北史》作梁彪子），為南北朝時期宕昌國君主之一，其祖父為梁彌忽。彌忽去世後，虎子繼立。史書載其在位時宕昌「其地自仇池以西，東西千里；席水以南，南北八百里。地多山阜，人二萬餘落。」在位期間不詳。虎子去世後，由梁彌治繼立。
| 前任： 祖父梁彌忽 | 宕昌王 ？ | 繼任： 梁彌治 |